# Frontier(s)
Frontier(s) (originele Franse titel: Frontière(s)) is een Frans-Zwitserse horrorfilm uit 2007, geschreven en geregisseerd door Xavier Gens.

## Verhaal
Als de extreemrechtse presidentskandidaat de verkiezingen wint, breken er rellen uit in Parijs. Een groep jongeren (Alex, Tom, Farid, de zwangere Yasmine en haar broer Sami) maakt van de chaos gebruik om een overval te plegen. Als Sami een schotwond oploopt, splitst de groep zich. Alex en Yasmine brengen Sami naar het ziekenhuis en Tom en Farid gaan met het buitgemaakte geld naar een motel bij de grens, niet wetende dat dit geëxploiteerd wordt door een sadistische "familie" die geleid wordt door een gevluchte SS-officier.

## Rolverdeling
- Karina Testa als Yasmine
- Samuel Le Bihan als Goetz
- Estelle Lefébure als Gilberte
- Aurélien Wiik als Alex
- David Saracino als Tom
- Chems Dahmani als Farid
- Maud Forget als Eva
- Amélie Daure als Klaudia
- Adel Bencherif als Sami
- Joël Lefrançois als Hans
- Patrick Ligardes als Karl

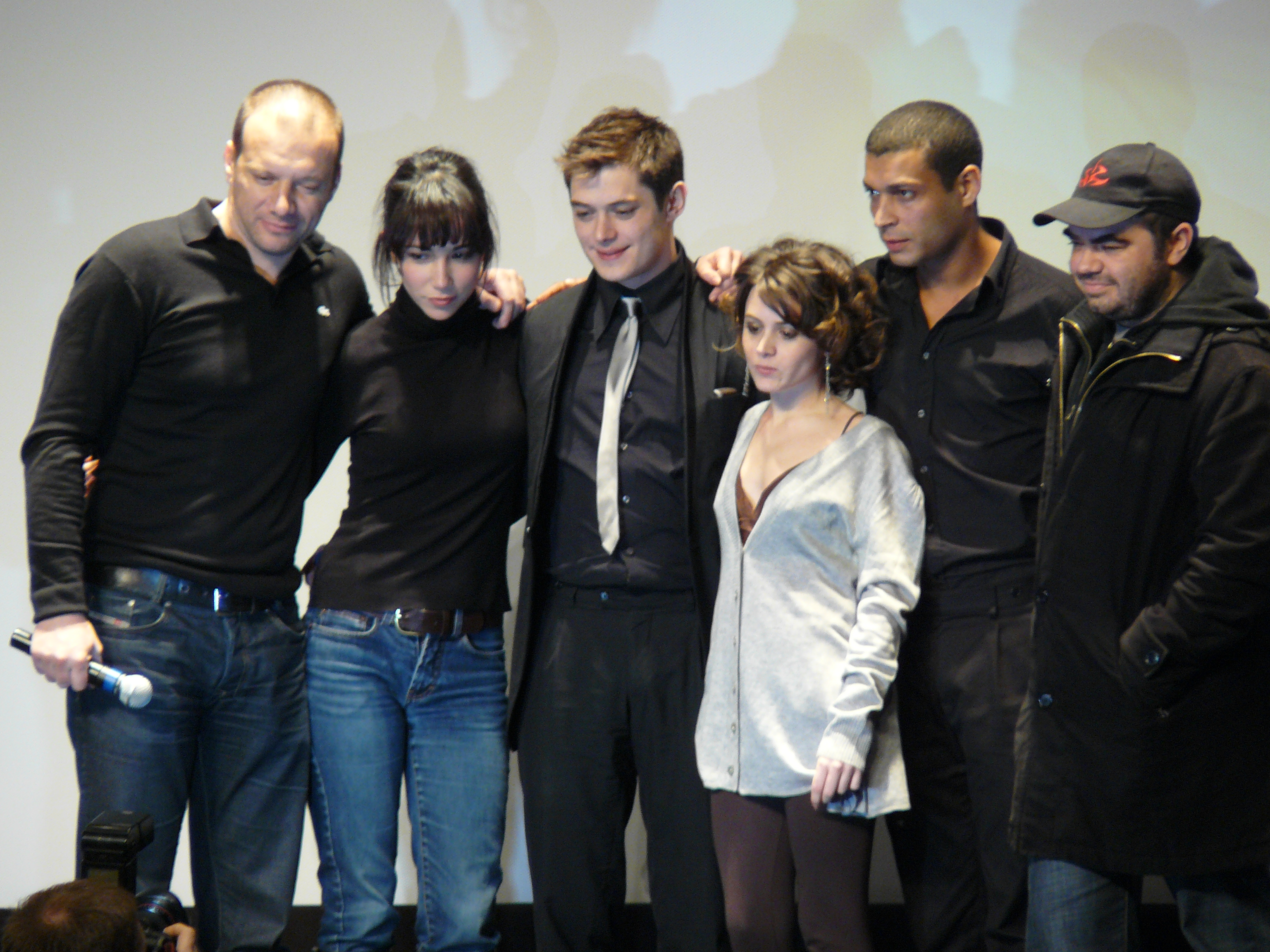
Enkele hoofdrolspelers en de regisseur van Frontier(s)

- Jean-Pierre Jorris als Von Geisler